# Hosororo
Hosororo es una localidad de Guyana en la región de Barima-Waini ubicada en la ribera occidental del río Aruca, a 10 km de su desembocadura. Está a 7 km de Mabaruma. Se sabe que tiene producción de cacao orgánico. Originalmente era una aldea de arahuacos conocida por sus suelos fértiles. .
- Datos: Q1630407